# W's
W's（ウィズ）は、1996年に1年間限定で結成された日本のバンド。
もともとは横山智佐と野上ゆかな（現在の芸名はゆかな）によるデュエットでRPGの『ウィザードリィ（Wizardry）』のイメージCDおよびシングルCDを発売する企画だった。W'sというユニット名もウィザードリィの愛称である『ウィズ』からきている。
1996年8月24日に渋谷ON AIR WESTで開催した『W's旗揚げライブ』から活動開始し、1997年8月13日に赤坂BLITZで開催した『W'sファイナルライブ』にて活動終了。

## メンバー
- IKURO - キーボード、コーラス
- SPARK - ギター
- TORU - ベース
- CHISA - ボーカル
- YUKA - ボーカル

## ディスコグラフィー
特に記述していない曲は、全て歌：CHISA&YUKA、編曲：藤原いくろう

### アルバム
- WITH （1996年11月1日発売）
  1. Tears of Diamonds 作詞：田辺智沙、作曲：藤原いくろう
  2. Isolation 作詞：佐藤学、作曲：佐藤学
  3. Dance Revolution (Album Version) 作詞：田辺智沙、作曲：前田克樹
  4. Asian Girl 作詞：田辺智沙、作曲：藤原いくろう
  5. Friends 作詞：野上ゆかな、作曲：藤原いくろう
  6. Flowers ～Never Bend with the Raintall～ 作詞：田辺智沙、作曲：藤原いくろう
  7. Lasting Blue 作詞：青柳美奈子、作曲：前田克樹
  8. Holiday 作詞：野上ゆかな、作曲：前田克樹
  9. Water Color 作詞：田辺智沙、作曲：佐藤学
  10. Kiss the time 作詞：浅田有理、作曲：前田克樹

### シングル
- Dance Revolution （1996年10月19日発売）
  1. Dance Revolution 作詞：田辺智沙、作曲：前田克樹
  2. Lasting Blue 作詞：青柳美奈子、作曲：前田克樹
  3. Dance Revolution （カラオケバージョン）
- 1999(nineteen-ninetynine) （1997年2月21日発売）
  1. 1999 作詞：田辺智紗、作曲：藤原いくろう
  2. Asian Girl 作詞：田中智紗、作曲：藤原いくろう、編曲：藤原いくろう、鈴木’TARO’直樹
  3. 1999 （カラオケバージョン）
- Boys Check 一人なんてしぼれない （1997年7月19日発売）
  1. Boys Check 一人なんてしぼれない 作詞：テリー伊藤、作曲：藤原いくろう
  2. ハートの休日 作詞：田中智紗、作曲：藤原いくろう
  3. Boys Check 一人なんてしぼれない（カラオケバージョン）

### その他
- Pay Per View (ビデオクリップ、LDでも発売)
- Pay Par Rom (MS Windows、Macintosh用アプリケーションが収録されたCD-ROM)
- Wizardry 外伝4 胎魔の鼓動 CDドラマ 第1景～第3景（エンディングテーマを担当）
  1. to The TRUTH 作詞：前田たかひろ、作曲：佐藤学
  2. Bless my Stars 作詞：前田たかひろ、作曲：前田克樹
  3. i did it 作詞：前田たかひろ、作曲：藤原いくろう

## タイアップ一覧
| 使用年 | 曲名                            | タイアップ                                                                     |
| ------ | ------------------------------- | ------------------------------------------------------------------------------ |
| 1996年 | to The TRUTH                    | スーパーファミコンソフト『ウィザードリィ外伝IV 胎魔の鼓動』第1景イメージソング |
| 1996年 | Bless my Stars                  | スーパーファミコンソフト『ウィザードリィ外伝IV 胎魔の鼓動』第2景イメージソング |
| 1996年 | i did it                        | スーパーファミコンソフト『ウィザードリィ外伝IV 胎魔の鼓動』第3景イメージソング |
| 1997年 | Boys Check 一人なんてしぼれない | フジテレビ系『愛に恋』エンディングテーマ                                       |